# Tindafjall (berg i Island, Västfjordarna)
Tindafjall är ett berg i republiken Island. Det ligger i regionen Västfjordarna, 200 km norr om huvudstaden Reykjavík. Toppen på Tindafjall är 650 meter över havet.
Trakten runt Tindafjall är nära nog obefolkad, med mindre än två invånare per kvadratkilometer. Närmaste större samhälle är Þingeyri, nära Tindafjall. Trakten runt Tindafjall består i huvudsak av gräsmarker.